# Vallis Bouvard

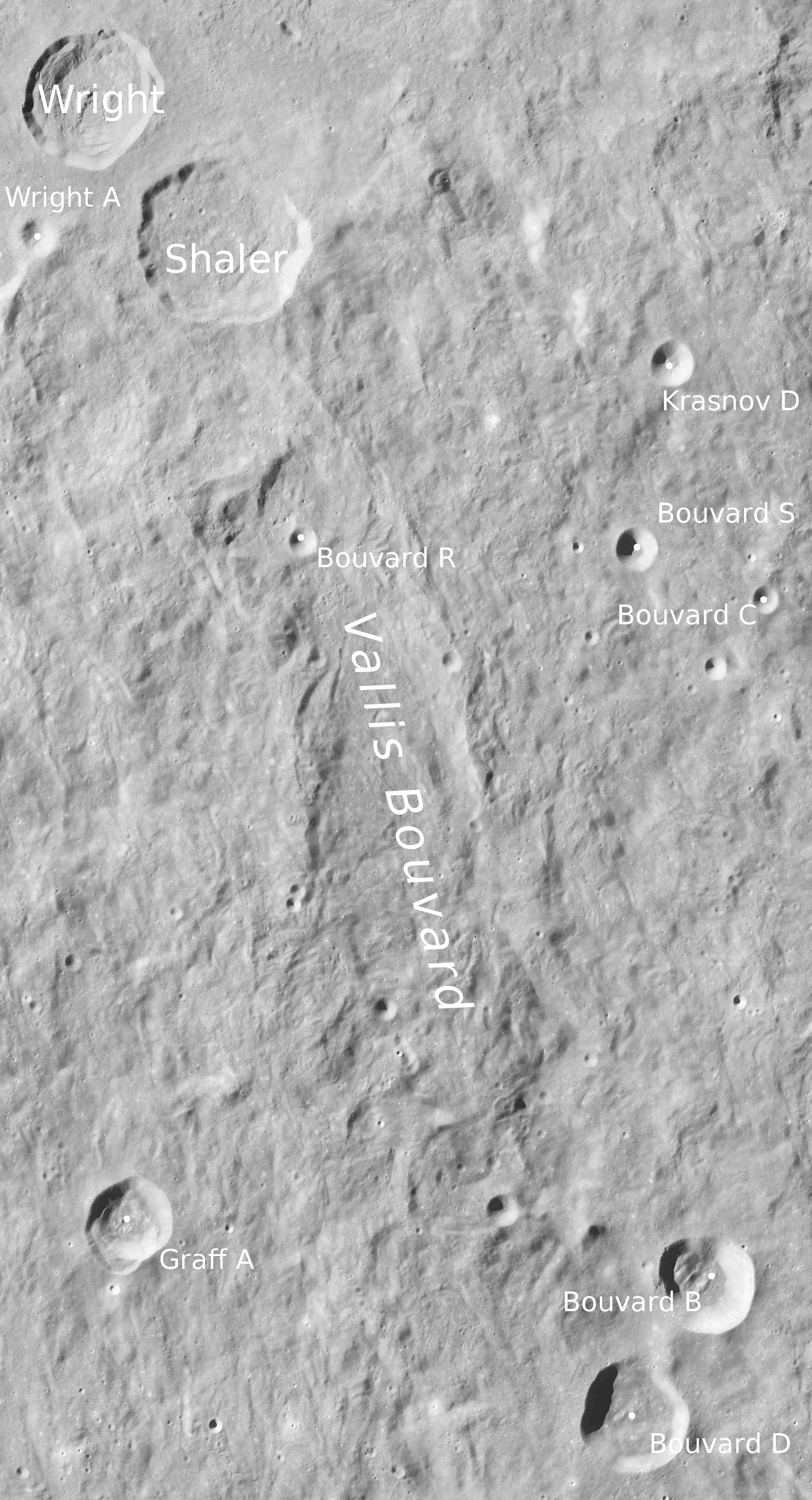

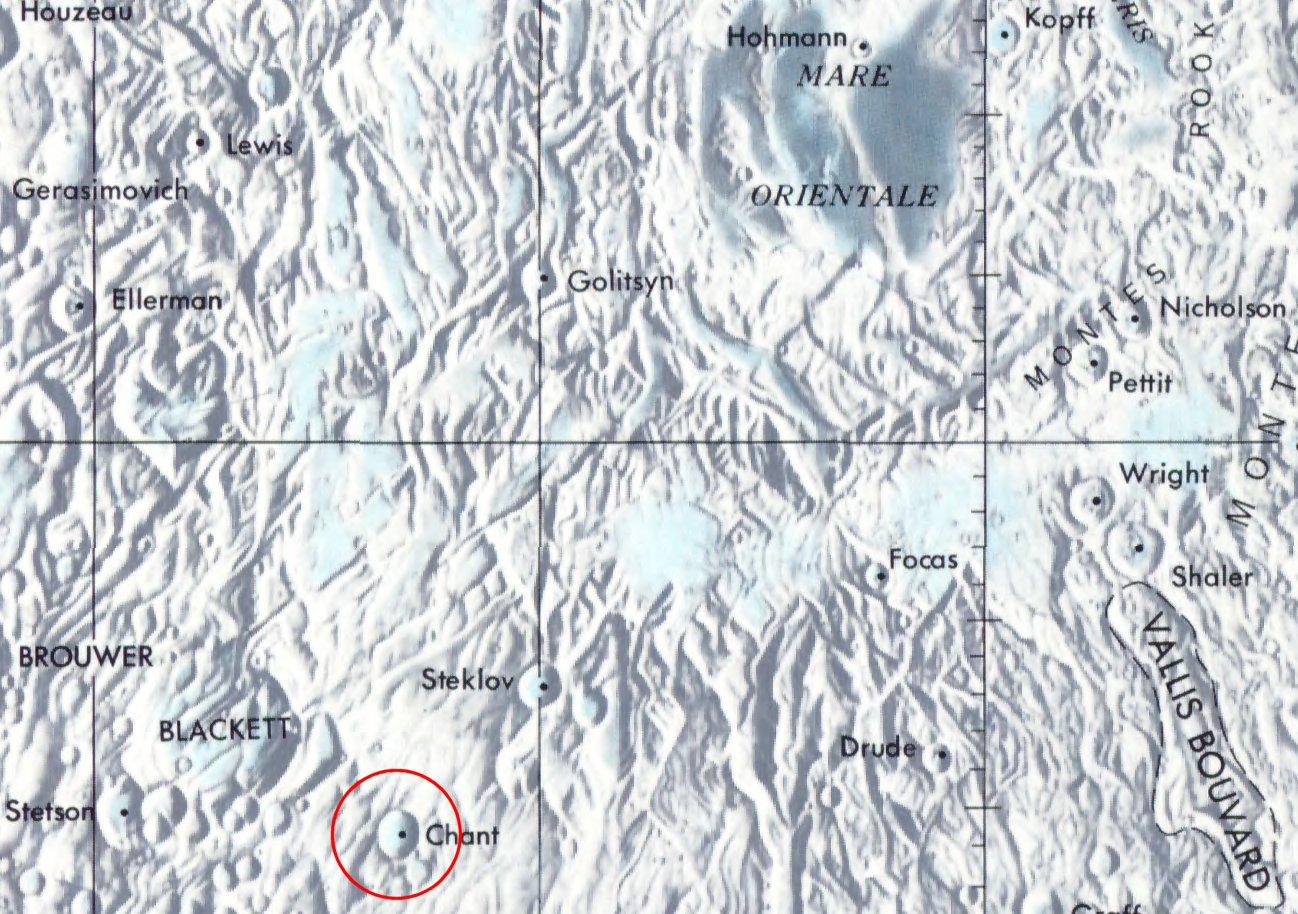

Vallis Bouvard je 284 km dlouhé údolí na Měsíci se středem na 38,3 ° jižní šířky a 83,1 ° západní délky. Začíná na jižním okraji kráteru Shaler a vine se na jihojihovýchod směrem ke kráteru Baade. Jedná se o je jedno ze tří údolí, která směřují od jihovýchodního okraje kruhové pánve Mare Orientale. Další dvě jsou Vallis Inghirami a Vallis Baade. Údolí bylo pojmenováno po Alexisovi Bouvardovi.